# Mary Seacole

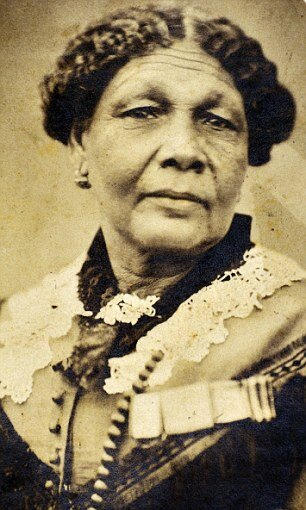
Eine der wenigen Fotografien Seacoles (um 1850)

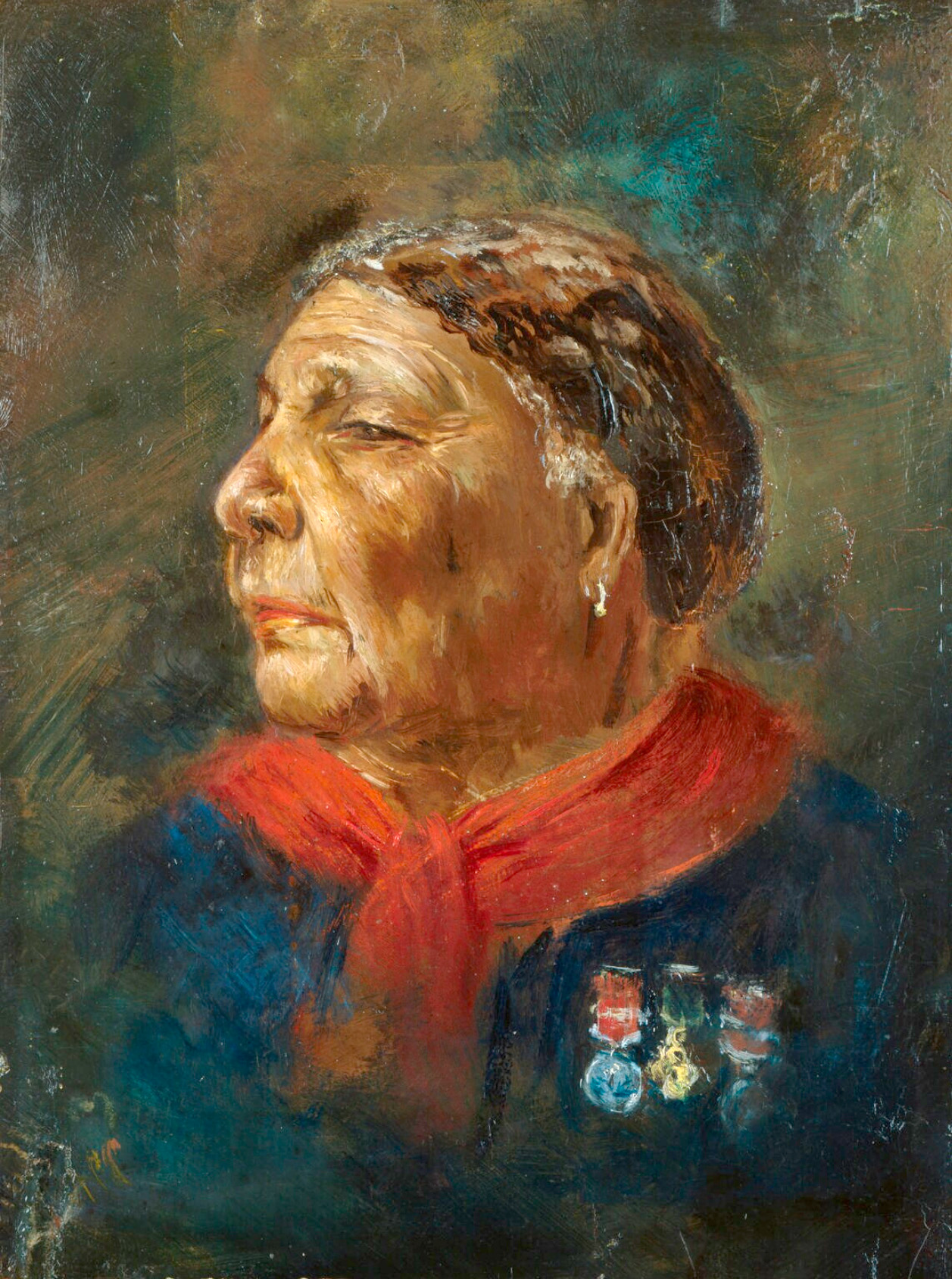
Mary Seacole, 1869. Porträt von Albert Charles Challen

Mary Jane Seacole (* 1805 in Kingston als Mary Jane Grant; † 14. Mai 1881 in London, England) war eine britische Krankenschwester, Hotelière und Autorin.

## Leben
Ihr Vater, ein Schotte, war britischer Offizier, ihre Mutter eine jamaikanische Heilerin, die eines der besten Hotels in Kingston unterhielt. In ihrer Heimat erwarb Mary traditionelles medizinisches Wissen, das sie bei der Pflege der zahlreichen in der Karibik eingesetzten britischen Soldaten anwandte. 1836 heiratete sie, doch schon 1844 starb ihr Mann. Auch die Mutter starb kurze Zeit danach, zuvor war schon ihr Hotel abgebrannt. In der Choleraepidemie 1850/52 beherbergte und pflegte Mary Seacole Kranke in ganz Zentralamerika und entwickelte dabei neue Methoden, jedoch angesichts des damaligen medizinischen Wissens nur mit mäßigem Erfolg. Auch in der jamaikanischen Gelbfieberepidemie 1853 konnte sie wenig ausrichten. 1854 ging sie nach England. Bedeutung als Krankenschwester erlangte sie im Krimkrieg: Nachdem sie von der britischen Regierung und den Pflegerinnen von Florence Nightingale abgelehnt worden war, reiste Seacole unabhängig von ihnen und trotz der Vorurteile und der Diskriminierung, die ihr begegneten, nach Balaklawa, um dort 1855 zwischen Hafen und britischem Lager das British Hotel zu eröffnen. Das Hotel diente fortan als Offiziersklub, als Gaststätte und als Ausgangspunkt für die Pflege erkrankter oder verwundeter Soldaten.
Nach dem Ende des Krieges im März 1856 (Pariser Frieden) und daraus folgenden finanziellen Schwierigkeiten kehrte sie im Juli nach England zurück, wo ihre Leistungen mit einer Krim-Medaille gewürdigt wurden. 1857 veröffentlichte sie ihre Autobiographie Wonderful Adventures of Mrs. Seacole in Many Lands, deren Wahrheitsgehalt teilweise umstritten ist.

## Andenken, Ehrungen und Kontroversen

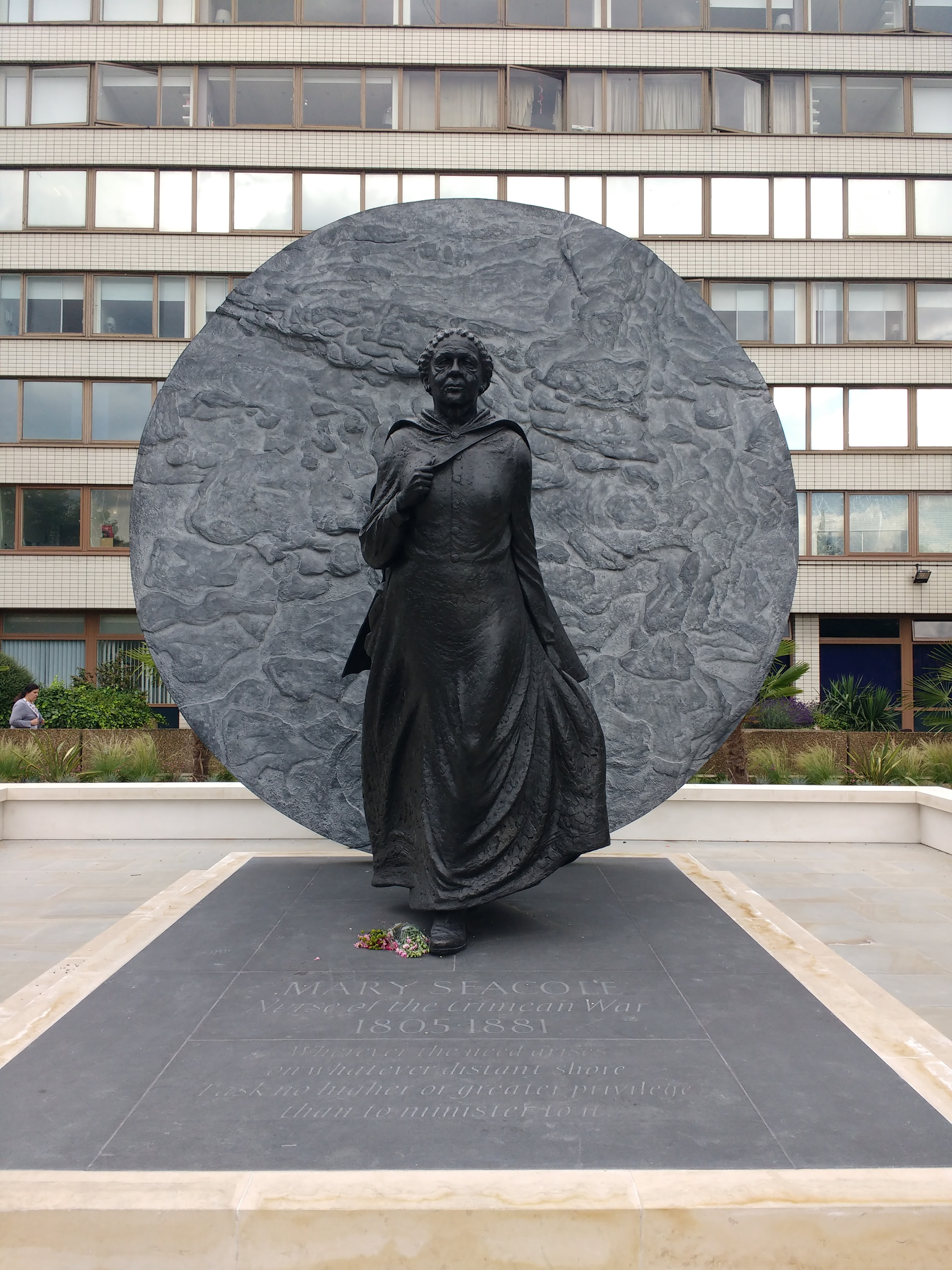
Statue zu Ehren Seacoles vor dem Londoner St Thomas’ Hospital.

Dank des Kriegsberichterstatters William Howard Russell blieb Mary Seacole als Mother Seacole noch für einige Zeit im öffentlichen Bewusstsein. Seit den 1970er Jahren gilt sie als bedeutende Figur der Afrikanischen Diaspora in Großbritannien. 2004 wurde sie in einer Umfrage der BBC zur „bedeutendsten Schwarzen Britin“ (Greatest Black Briton) gewählt. Allerdings sind ihre Verdienste um die Krankenpflege umstritten; man bemängelte ihre fehlende Ausbildung und versuchte 2012/13 vergeblich, ihren Namen aus dem nationalen Curriculum des Geschichtsunterrichts über das Viktorianische Zeitalter zu entfernen. Es ist jedoch möglich, dass auch Florence Nightingale von ihr gelernt hat.
2016 wurde zu Ehren Mary Seacoles eine Statue am Londoner St Thomas’ Hospital errichtet. Gegen die Ehrung gab es Widerstand seitens der Anhänger Florence Nightingales, der „wahren Heroine“ des Krimkriegs, deren Name mit dem Hospital eng verbunden ist, weil sie dort die erste Pflegeschule eröffnete, während Seacole dort nie gewirkt hatte. Den Anhängern Nightingales und Nightingale selbst wurde im Gegenzug Rassismus vorgeworfen.
1990 wurde sie posthum vom Staat Jamaika mit dem Order of Merit ausgezeichnet.
Mary Seacole wurde in die Anthologie „Daughters of Africa“ aufgenommen, die 1992 von Margaret Busby in London und New York herausgegeben wurde.
Mary Seacole liegt auf dem katholischen St. Mary’s Friedhof in der Harrow Road, Kensal Green, in London begraben.

## Schriften
- Abenteuerliche Biografie einer außergewöhnlichen Frau Mary Seacole, Heroine des Krimkriegs, verfasst von Mary Seacole, 1857 ; herausgegeben von W.J.S. ; mit einem einleitenden Vorwort von W. H. Russel, ESQ, „TIMES“-Korrespondent auf der Krim ; neu übersetzt, Neuübersetzung der Ausgabe von 1857, Norderstedt : BoD – Books on Demand, 2021 (Original: 1857), ISBN 978-3-7557-4161-9